# Marit Söderström
Marit Kjellsdotter Söderström (* 25. Oktober 1962 in Västerås) ist eine ehemalige schwedische Seglerin.

## Erfolge
Marit Söderström war zunächst in den Bootsklasse Europe und Laser Radial aktiv und wurde in beiden mehrfache Weltmeisterin. 1978, 1979 und 1981 sicherte sie sich den Titelgewinn im Europe sowie 1980 und 1985 im Laser Radial. 1982 und 1983 wurde sie zudem im Laser Radial Europameisterin. Ende der 1980er-Jahre wechselte sie in die 470er Jolle und sicherte sich mit Birgitta Bengtsson auch in dieser in Haifa den WM-Titel. Mit Bengtsson trat sie anschließend bei den Olympischen Spielen 1988 in Athen an, bei denen sie die Silbermedaille im Frauenteam gewannen. Mit 40 Punkten belegten sie den zweiten Rang hinter dem US-amerikanischen und vor dem sowjetischen Boot.